# NSTG Reichenberg
Die Nationalsozialistische Turngemeinde Reichenberg (kurz: NSTG Reichenberg) war ein Sportverein mit Sitz in der heutzutage tschechischen Stadt Liberec.

## Geschichte
Die NSTG nahm in der Saison 1939/40 an der Gauliga Sudetenland in der Staffel 2 teil. Allerdings zog sich die Mannschaft nach drei Spieltagen vom Spielbetrieb zurück. Zur Saison 1941/42 stieg der Verein aus der Bezirksliga wieder in die Gauliga Sudetenland auf und wurde dort in die Staffel Mitte eingegliedert. Nach dieser Saison landete die Mannschaft mit 5:15 Punkten auf dem sechsten Platz der Tabelle. Aus diesem Grund stieg die Mannschaft dann auch wieder ab. Danach spielte die Mannschaft nicht mehr in der ersten Liga. Nach der Kapitulation des Deutschen Reiches wurde der Reichsgau Sudetenland wieder in die Tschechoslowakei eingegliedert. Spätestens da wurde der Verein auch aufgelöst.